# Inhwa-dong
Inhwa-dong (koreanska: 인화동) är en stadsdel i staden Iksan i provinsen Norra Jeolla i den centrala delen av Sydkorea, 180 km söder om huvudstaden Seoul.